# Roxanne Guinoo
Vous pouvez aider à l'améliorer ou bien discuter des problèmes sur sa page de discussion.
- Il ne cite pas suffisamment ses sources. Vous pouvez indiquer les passages à sourcer avec {{référence nécessaire}} ou {{Référence souhaitée}}, et inclure les références utiles en les liant aux notes de bas de page. (Marqué depuis avril 2024)
- Cet article biographique nécessite des références supplémentaires pour assurer sa vérifiabilité. (Marqué depuis avril 2024)
- Son contenu est rédigé entièrement ou presque à partir d'une seule source. N'hésitez pas à modifier cet article pour améliorer sa vérifiabilité en apportant de nouvelles références dans des notes de bas de page. (Marqué depuis avril 2024)
- Certaines informations devraient être mieux reliées aux sources mentionnées dans la bibliographie ou les liens externes. Améliorez sa vérifiabilité en les associant par des références. (Marqué depuis avril 2024)

- Archive Wikiwix
- Bing
- Cairn
- DuckDuckGo
- E. Universalis
- Gallica
- Google
- G. Books
- G. News
- G. Scholar
- Persée
- Qwant
- (zh) Baidu
- (ru) Yandex
- (wd) trouver des œuvres sur Wikidata

Roxanne Bosch Guinoo-Yap, née à Rosario à Cavite City le 14 février 1986, est une actrice philippine.

## Biographie

### Jeunesse
Roxanne Guinoo fréquente le collège Saint-Joseph de Cavite et le lycée Amcan de Noveleta, et obtient son diplôme en 2003. Elle fréquente ensuite la De La Salle University – Dasmariñas (en).

### Star Circle Quest
Elle auditionne au concours de talents Star Circle Quest diffusé par ABS-CBN[Quand ?]. Elle y est remarquée pour sa présence sur scène et son talent théâtral. Elle participe par la suite au Star Circle Teen Questor avec de Joross Gamboa. Ils font partie de la finale 5 aux côtés de Melissa Ricks, Sandara Park et Hero Angeles. Roxanne termine en seconde position et c'est Hero Angeles (en) qui remporte la compétition.

### Carrière au cinéma
Après la première saison de Star Circle Quest (SCQ), Roxanne ainsi que les neuf autres finalistes figurent dans la série SCQ Reload, où elle interprète Roxanne Roxas, la sœur de RJ Martinez et d'Errol Abalayan et la demi-soeur d'Hero Angeles. Elle figure ensuite dans divers autres spectacles de ABS-CBN et dans les séries Gulong ng Palad avec Joross Gamboa (en) et At Home Ka Dito (en) avec Gamboa et Charlene Gonzales (en).
Guinoo est membre du cercle des meilleurs talents de l'ABS-CBN, le Star Magic. Elle pose pour les White Castle Whisky et le magazine Maxim, qui la considère comme la troisième femme la sexy des Philippines. Le 17 mars 2007, elle devient officiellement co-hôte de l'émission Wowowee.
Elle est la tête d'affiche de la série Sineserye Presents: Natutulog Ba Ang Diyos avec Joross Gamboa et Jake Cuenca (en). Elle peut être aperçue dans Mars Ravelo's Lastikman dans le rôle de la meilleure amie du personnage principal, Migs (Vhong Navarro). Elle est la co-star, avec Dennis Trillo (en) de Shake, Rattle & Roll 9. Elle suit une formation d'arts martiaux afin de pouvoir jouer dans Palos (2008).